# Guéthary
Guéthary (på baskiska Getaria) är en kommun i departementet Pyrénées-Atlantiques i sydvästra Frankrike. Guéthary ligger vid kusten mot Biscayabukten i den historiska provinsen Labourd i norra Baskien. År 2022 hade Guéthary 1 315 invånare.

## Befolkningsutveckling
Antalet invånare i kommunen Guéthary
| Referens: INSEE |

## Galleri

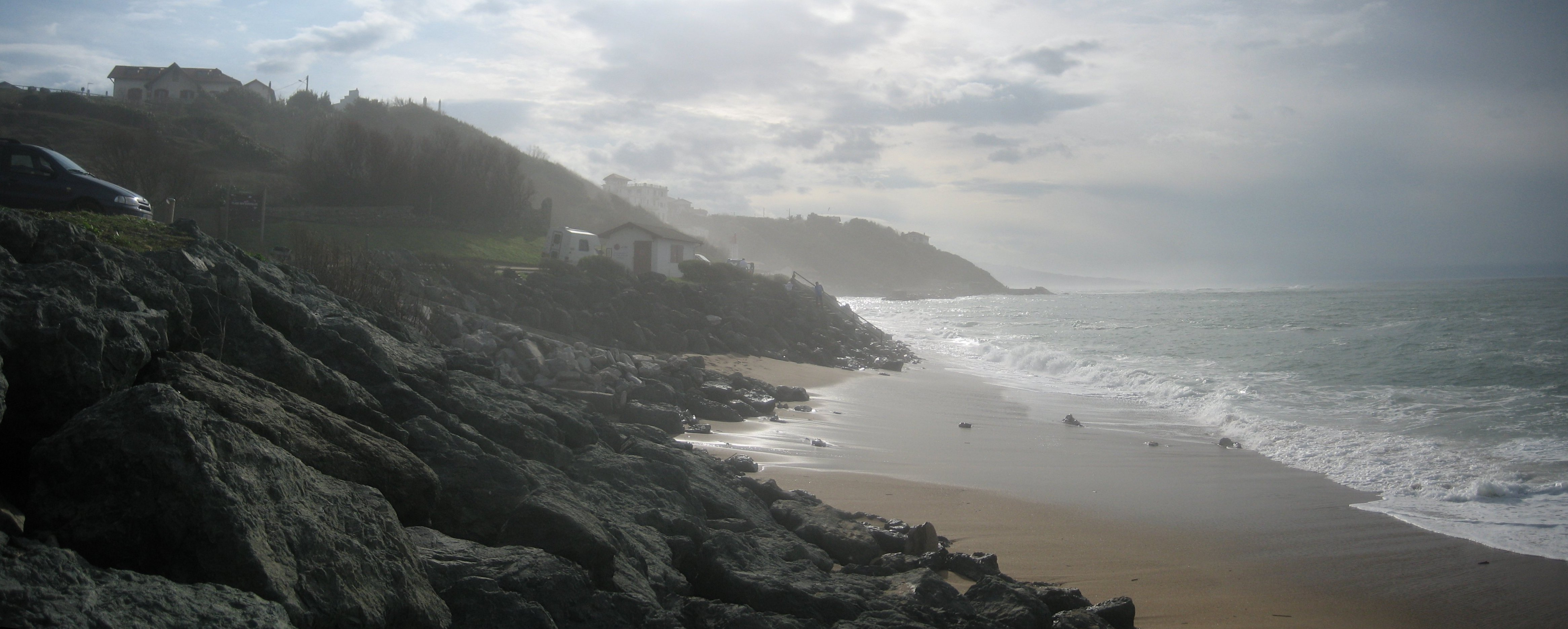
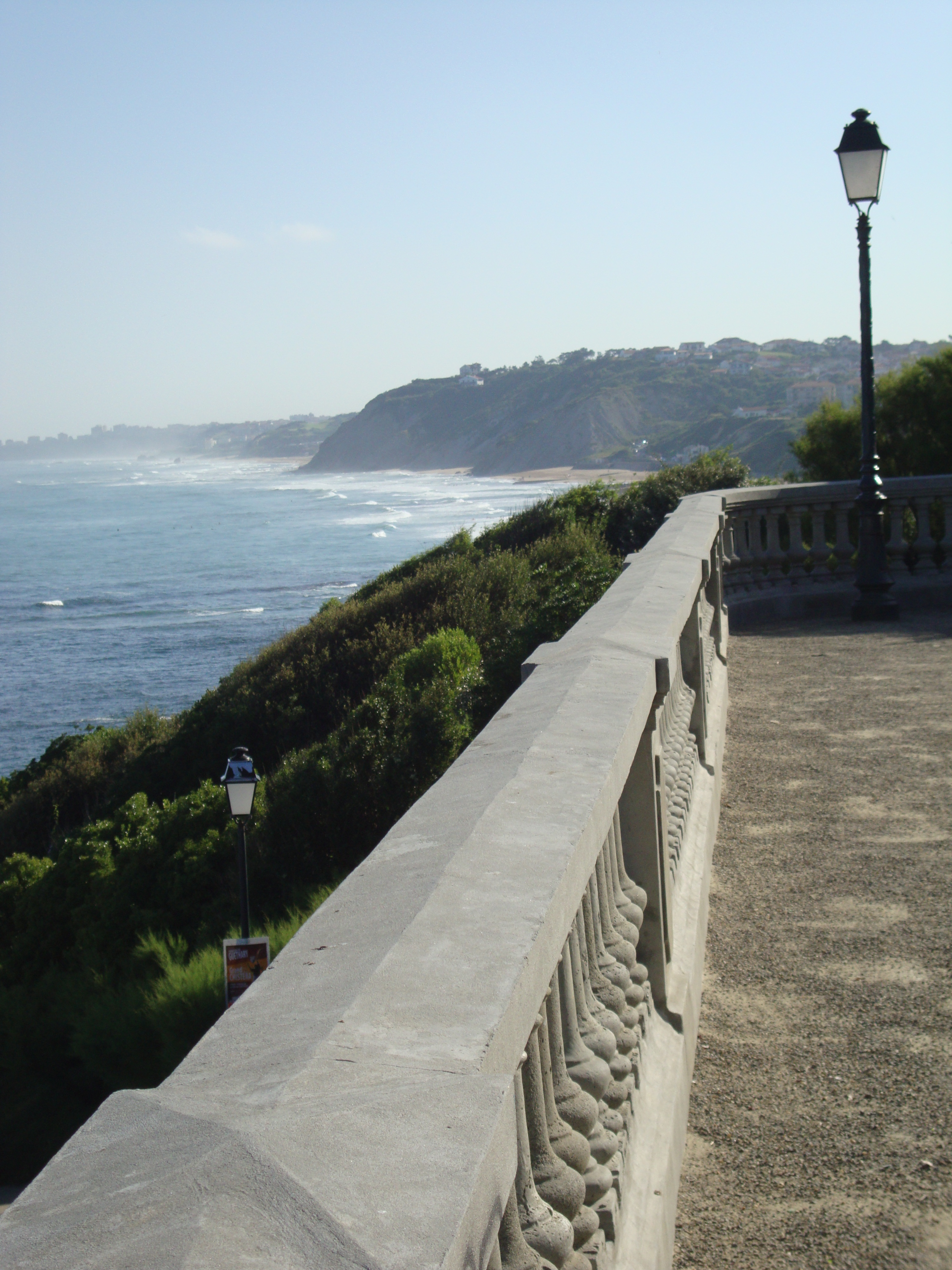
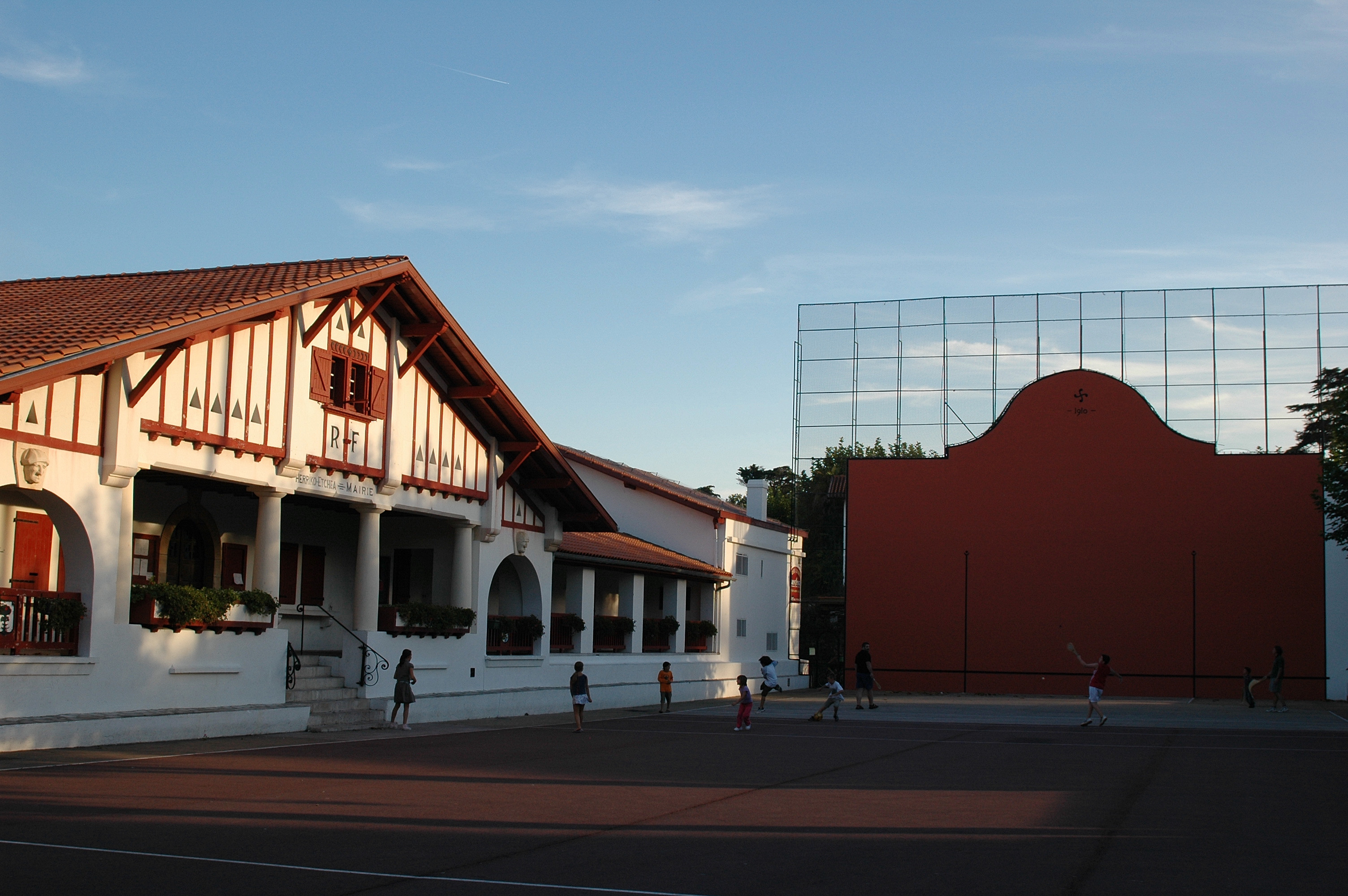
Rådhuset
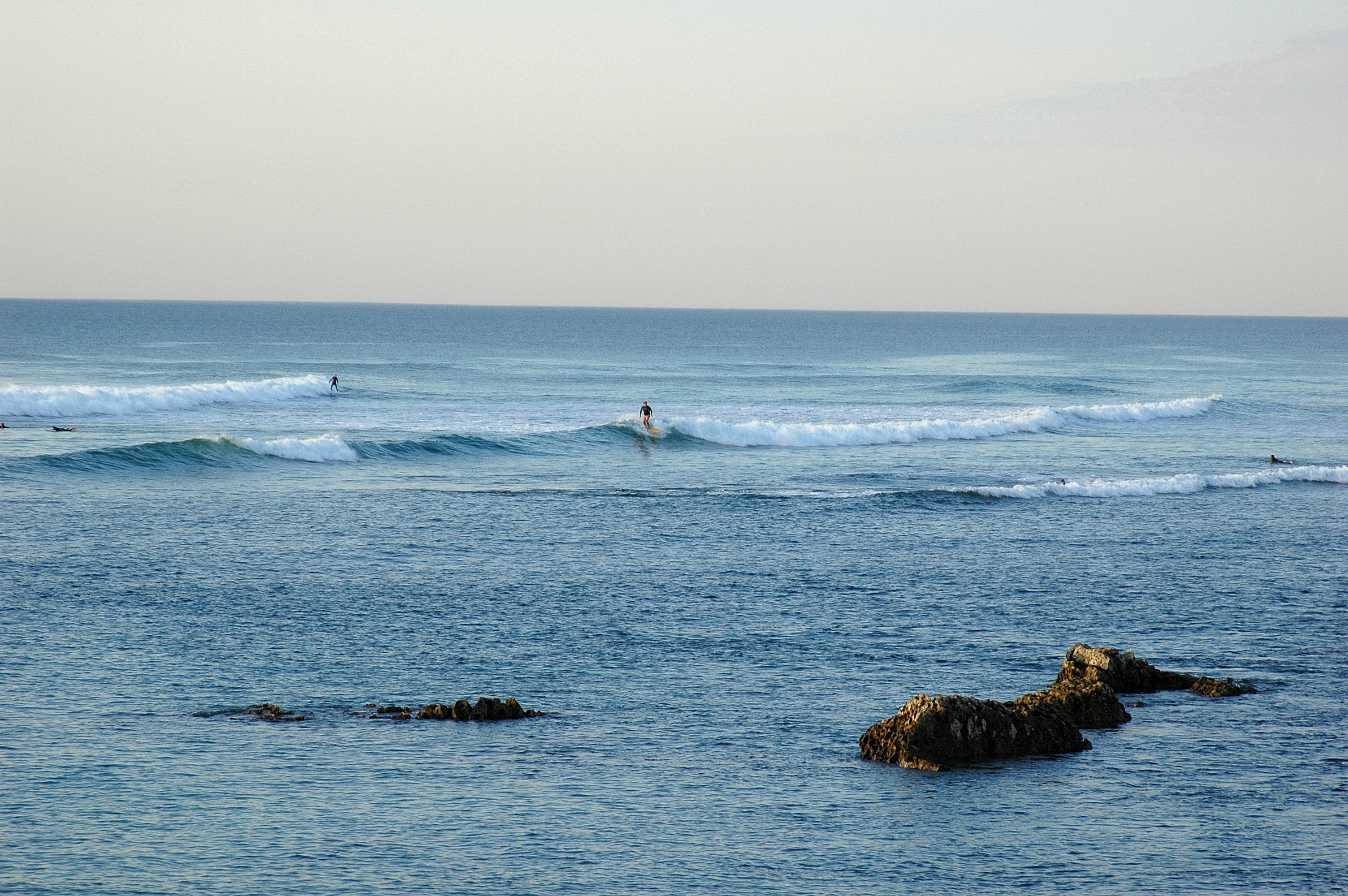
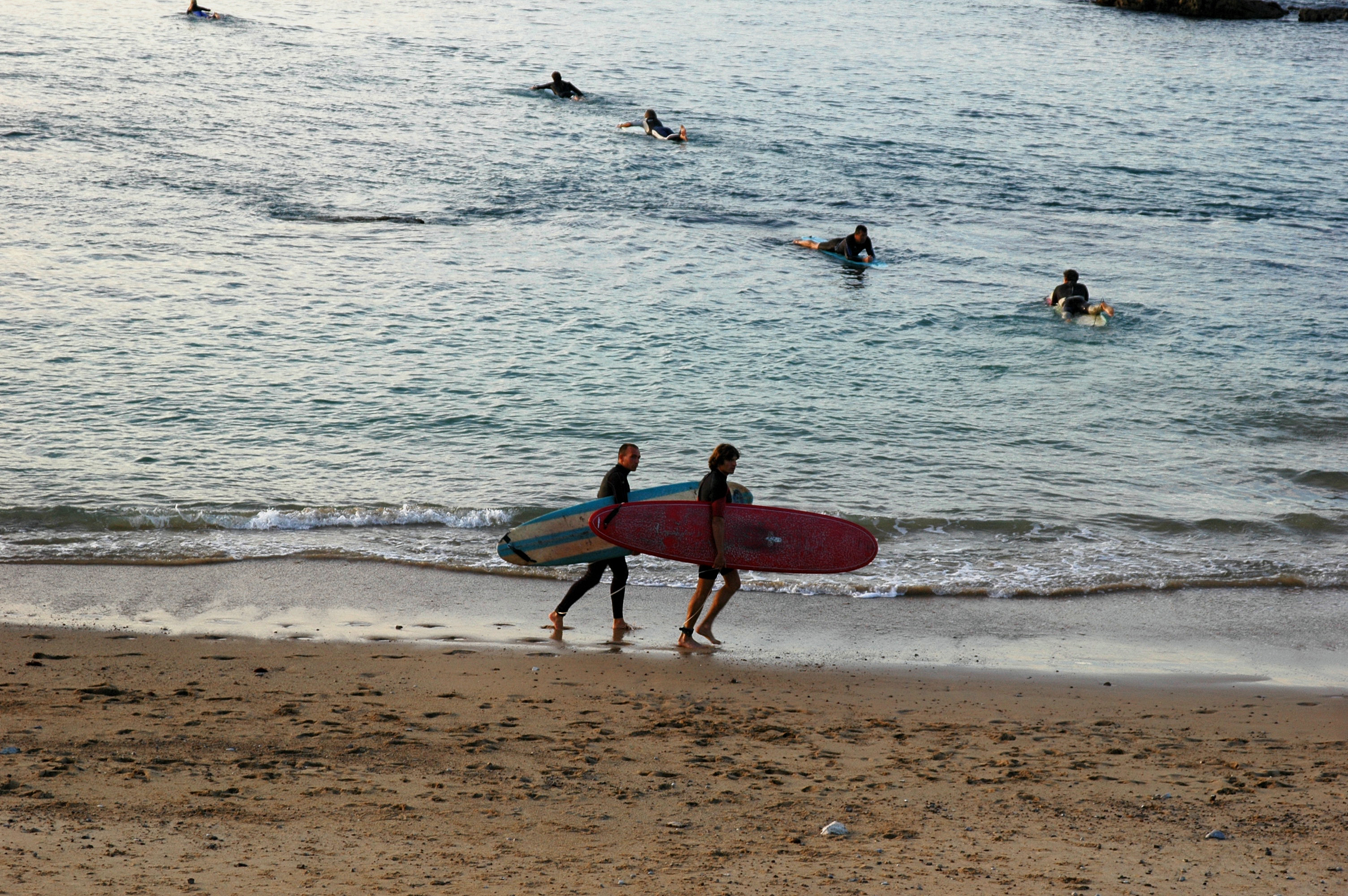